# Amphisbaena fuliginosa
El lagarto gusano moteado o tatacoa colombiana (Amphisbaena fuginosa) es un saurópsido (reptil) de la familia de los anfisbénidos, que se encuentra en el norte de Suramérica y Panamá.

## Descripción
Su piel es negruzca con manchas blancas. Mide entre 45 y 50 cm de longitud. Carece de extremidades. Su cabeza es afilada y su cráneo grueso, adaptados para excavar. Sus ojos son muy pequeños, ocultos bajo escamas transparentes.
Sus hábitos son subterráneos y excava durante el día en busca de presas. Se alimenta de hormigas, termitas y otros invertebrados.

## Distribución
Se encuentra en: Panamá, Perú, Ecuador, Colombia, Brasil, Bolivia, Venezuela, Guayana, Surinam, Guayana Francesa y Trinidad